# Экран (кинотеатр, Киев)
Кинотеатр «Экран» один из первых в Киеве стационарный кинотеатр, открытый в специально построенном помещении господином Штейном в 1911 году.

## История

### Дореволюционные годы
В 1911 году господин Штейн строит первый кинотеатр на Брест-Литовском шоссе, 267 в дачном посёлке Святошин. 
Уже с 1907 года в посёлок из Киева ходил трамвай. Кинотеатр находился около остановки Третья просека.
Но соседство с кинотеатром и гул генератора не понравился дачникам. И после продолжительного протеста, Штейн перенёс кинотеатр в соседнее село Беличи.

### Кинотеатр при СССР
После революции кинотеатр вернули в старое помещение и дали новое название "1 МАЯ", а затем: "Экран"

### Кинотеатр в наши дни
24 мая 2003 года рядом с помещением открыта станция метро "Житомирская" Киевского метрополитена. 
В 2008 году рядом с кинотеатром начато строительство жилого комплекса в стилобате которого должно быть новое помещение кинотеатра. После его постройки здание 1911 года пойдет под снос. C 2010 г. стройка заморожена из-за Финансового кризиса. В 2011 году планируется празднование 100-летия кинотеатра. С 2012 году помещение кинотеатра используется как общественный платный туалет.